# Pareuxoa microstigmoides
Pareuxoa microstigmoides là một loài bướm đêm trong họ Noctuidae.